# Ambrosine Phillpotts
Ambrosine Phillpotts (13 de setembro de 1912 — 12 de outubro de 1980) foi uma atriz britânica de teatro, televisão e cinema, ativa nos anos 40 até a década de 1980.